# Druckwerkstatt im Kulturwerk des BBK Berlin
Die Druckwerkstatt im Kulturwerk des BBK Berlin (Eigenschreibweise: kulturwerk des bbk berlin) wurde 1975 gegründet und ist damit die älteste der drei Werkstätten, die vom Kulturwerk des BBK Berlin betrieben werden. Sie wurde mithilfe öffentlicher Mittel in den Räumlichkeiten des Kunstquartier Bethanien am Mariannenplatz im Berliner Ortsteil Kreuzberg neu eingerichtet und ausgebaut. Die Berliner Senatsverwaltung für Kultur und Gesellschaftlichen Zusammenhalt finanziert die Druckwerkstatt als infrastrukturelle Maßnahme der Bildenden Kunst.
Gegen eine geringe Nutzungsgebühr stehen alle Werkstätten des Bethanien professionellen Künstlerinnen und Künstlern aus dem In- und Ausland zur Verfügung. Damit ist sie eine der größten nichtkommerziellen künstlerischen Einrichtungen im Bereich Druck weltweit. Im Vergleich verschiedener Förder- und Beratungsangebote der Stadt Berlin erwiesen sich außerdem die Druck- und die Bildhauerwerkstatt des BBK Berlin als die bekanntesten und bestbewerteten. Die Slade School of Fine Art vermittelt das Angebot an ihre Absolventen.
Renommierte Künstler wie Elvira Bach, Bruce McLean, K. H. Hödicke oder A. R. Penck haben dort ihre Werke hergestellt. Neben lokalen Künstlerinnen und Künstlern nutzten auch internationale, die durch den DAAD ein Atelierstipendium im Künstlerhaus Bethanien verbrachten, die Druckwerkstatt wie beispielsweise Katrin von Maltzahn für ihre Hyperpaintings oder Rémy Zaugg für einen größeren Siebdruck-Zyklus.
Zurzeit wird die Druckwerkstatt geleitet von Mathias Mrowka.

## Angebot

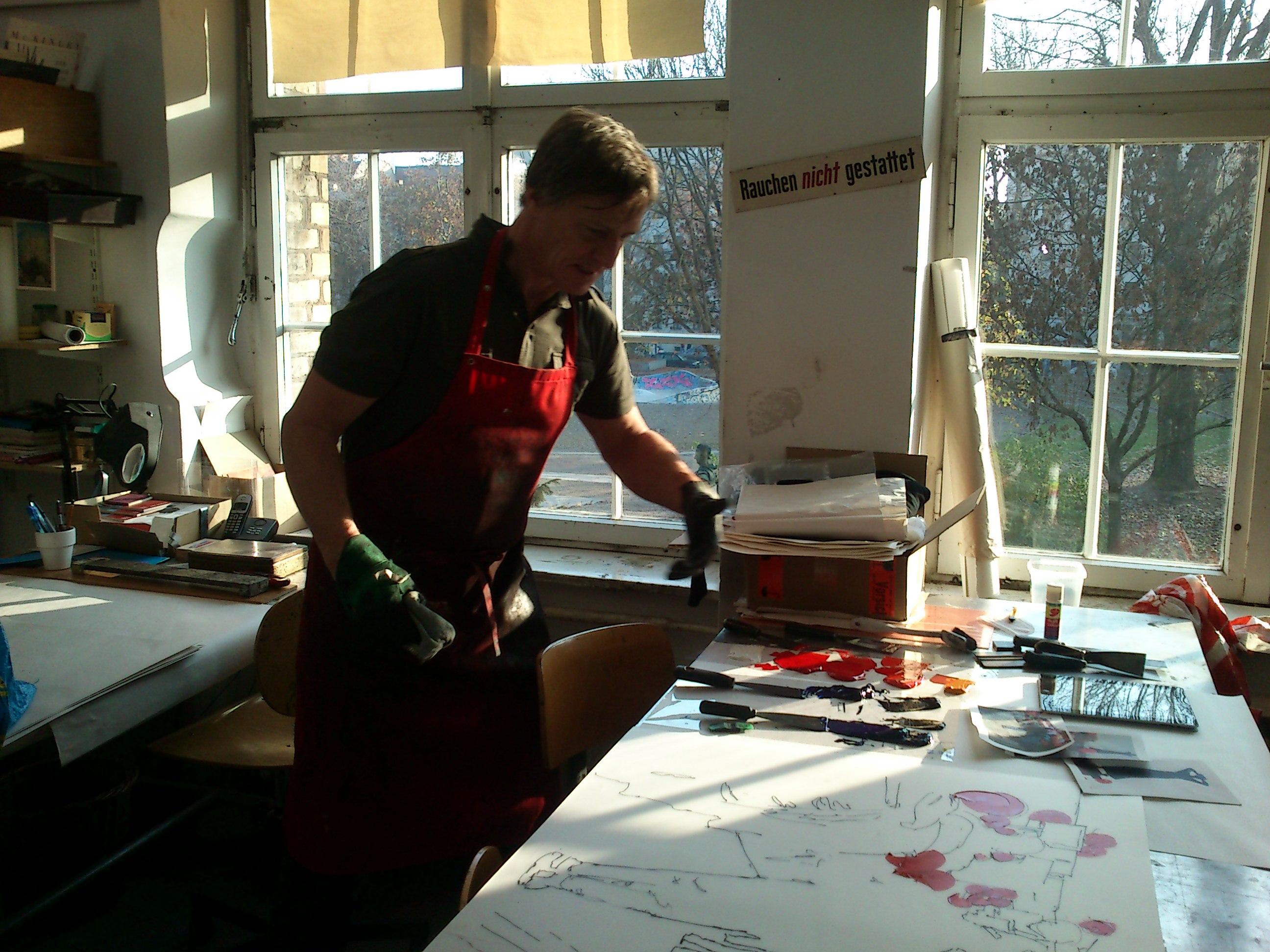
David Antonides in der Druckwerkstatt des Kulturwerks im BBK Berlin

Das Angebot der Druckwerkstatt umfasst sowohl traditionelle als auch moderne Drucktechniken.
Die Werkräume für Siebdruck, Radierung sowie Computer und verschiedene Drucker befinden sich im Obergeschoss des Bethaniens. Im Kellergeschoss befinden sich die Werkräume für Lithografie, Hochdruck, Papierherstellung, Fotolabor und die Buchbinderwerkstatt. Dort teilt sich die Druckwerkstatt die Räumlichkeiten mit der Medienwerkstatt. Die Verbindung der Bereiche Druck/Buchbinderei ermöglichte die Erstellung von Künstlerbüchern in Klein- und Kleinstauflagen, darunter von 1979 bis 2009 Werke für die Edition Mariannenpresse, zuletzt herausgegeben vom Literaturhaus Berlin.
Bei Bedarf werden die Künstlerinnen und Künstler von den Werkstattleiterinnen und Werkstattleitern in die Arbeit eingeführt und bei der Umsetzung komplexer und experimenteller Projekte, beispielsweise bei der Kombination verschiedener Werkstoffe, unterstützt. Zusätzlich werden monatlich zahlreiche Workshops, Seminare und Veranstaltungen angeboten.
Von jeder in der Druckwerkstatt erstellten Auflage wird ein Exemplar für das Archiv zurückbehalten. Es stellt mit inzwischen über 5000 Werken eine bedeutende Sammlung zeitgenössischer Druckgrafik dar. Zu bestimmten Anlässen werden Archivarbeiten in den Räumen der Druckwerkstatt ausgestellt.
Internationale Projekte fördern den Kulturaustausch wie beispielsweise das Projekt Glasgow-Berlin, wo der englische Künstler Jo Ganter seine spezielle Technik in Berlin im Rahmen eines Workshops vermittelte.
Führungen durch die Druck- und Medienwerkstatt werden auf Anfrage für Schüler-, Studenten- sowie alle anderen Interessiertengruppen kostenfrei angeboten und gehören zum festen Program.

## Finanzierung
Herbert Mondry, bis Mai 2016 Vorsitzender des bbk berlin, formulierte als ursprünglichen Antriebsgedanken für die Gründung der Druck- und der Bildhauerwerkstatt: „Künstler brauchen Produktionsmittel“. Auch heute wird durch die Bereitstellung und Förderung der Druckwerkstatt als künstlerischem Arbeitsraum durch das Kulturwerk des bbk die künstlerische Produktion in Berlin unterstützt.
2007 erhielten Druckwerkstatt und Bildhauerwerkstatt des Bethanien vom Beirat der Stiftung Deutsche Klassenlotterie eine Förderung in Höhe von rund 600.000 Euro, um den Erhalt der bestehenden Einrichtung zu sichern sowie den Erwerb moderner Technik zu fördern. Dies ermöglichte die Einrichtung eines technischen Zentrums für Videokunst mit Schnittplätzen und Greenscreen Studio.
Herbert Mondry sagte über die Förderung und die Rolle der Werkstätten für die Stadt Berlin: „Berlin ist ein zentraler Ort für die künstlerische Produktion. Daran haben die Werkstätten des Kulturwerks einen wesentlichen Anteil. Die Berliner Politik, vertreten im Beirat der Lottostiftung, hat das erkannt und beiden Werkstätten Investitionen ermöglicht, die in die Zukunft der künstlerischen Techniken weisen. Für die oft unter sehr schwierigen wirtschaftlichen Verhältnissen arbeitenden Berufskunstschaffenden in Berlin ist diese Förderentscheidung eine Unterstützung und ein Signal der Ermutigung.“